# Памятник Наталии Сац
Па́мятник Ната́лии Са́ц — памятник советскому театральному режиссёру, писательнице, драматургу, педагогу, Народной артистке СССР Наталии Сац. Установлен у входа в Московский государственный детский музыкальный театр, носящий её имя. Открытие памятника состоялось 1 июня 1998 года — в Международный день защиты детей, так как вся жизнь и творчество артистки были посвящены детям. Однако в некоторых источниках ошибочно указываются 2001 и 2003 года, что связано с путаницей в СМИ при написании новости об установке памятника Сац на Новодевичьем кладбище в августе 2003 года по проекту того же скульптора. На торжественной церемонии присутствовали мэр Москвы Юрий Лужков, министр культуры Наталья Дементьева, народная артистка СССР Наталья Дурова и композитор Тихон Хренников. Инициаторами возведения были фонд Наталии Сац, Министерство культуры Российской Федерации, комитет по культуре Москвы и Союз театральных деятелей России. Финансирование осуществлялось за счёт правительства Москвы.
Бронзовый монумент изображает молодую Наталию Сац в окружении двух детей: девочки в костюме Красной Шапочки и мальчика в образе Серого Волка. Композиция помещена на гранитный постамент, выполненный в виде капители дорического ордера. Авторами проекта являются скульптор Александр Балашов и архитектор Александр Великанов.